# Federazione pallavolistica del Venezuela
La Federazione venezuelana di pallavolo (spa. Federación Venezolana de Voleibol, FVVB) è un'organizzazione fondata per governare la pratica della pallavolo in Venezuela.
Organizza il campionato maschile e femminile, e pone sotto la propria egida la nazionale maschile e femminile.
Ha aderito alla FIVB nel 1951.